# Joseph-Ernest van Roey
Joseph-Ernest van Roey (ur. 13 stycznia 1874 w Vorsselaer, zm. 6 sierpnia 1961 w Mechelen) – belgijski duchowny katolicki, kardynał, arcybiskup Mechelen, prymas Belgii.

## Życiorys
Święcenia kapłańskie przyjął 18 września 1897. Był wykładowcą uniwersytetu w Louvain, kanonikiem w Mechelen, wikariuszem generalnym Mechelen. W 1925 został mianowany arcybiskupem Mechelen, w 1927 kardynałem prezbiterem Santa Maria in Ara Coeli; dwukrotnie uczestniczył w konklawe (1939 i 1958).
Wykorzystując swoje stanowisko stawił czoło kryzysowi, w jakiej znalazł się jego kraj podczas II wojny światowej. Opowiadał się za neutralnością Belgii, a kiedy takie rozwiązanie zawiodło, był rzecznikiem abdykacji króla w maju 1940. Podczas okupacji starał się uchronić Kościół i szkoły przed wpływami nazistów. Organizował domy-kryjówki dla dzieci żydowskich i osób starszych. W liście pasterskim z czerwca 1943 wezwał ludność do zaprzestania ataków na żołnierzy niemieckich z uwagi na krwawy odwet, z jakim się spotykały. Publicznie protestował przeciwko alianckim bombardowaniom powodującym ofiary wśród ludności cywilnej i burzącym jej zaufanie do sprzymierzonych.
Zmarł 6 sierpnia 1961, został pochowany w katedrze w Mechelen.